# 快刀ホン・ギルドン
- テレビドラマ > 各国のテレビドラマ > 韓国のテレビドラマ > 韓国放送公社のテレビドラマ > KBS水木ドラマ > 快刀ホン・ギルドン

『快刀ホン・ギルドン』（かいとう ホン・ギルドン、原題：『快刀 洪吉童』、쾌도 홍길동）は、KBS（韓国放送公社）制作のドラマ。全24話。2008年1月2日初回放送視聴率は16.2パーセント（TMSメディアコリア調べ）。日本では民放や、BS朝日（2009年11月23日から2010年5月17日まで放送され、2010年6月15日から2010年7月16日まで再放送された）、KBSワールドなどで放送されている。

## 概要
韓国の国民的ヒーロー洪吉童の物語を現代的に大幅にアレンジした“フュージョン時代劇”と銘打っている。若手の人気俳優を配し、またオリジナル・サウンドトラックには少女時代が参加しているなど視聴率獲得を意識しており、低迷が続いた水木ミニドラマ枠を初回放送で久々の2桁視聴率に押し上げた。
なお、作品中に同じ古典である『沈清伝』（ちんせいでん／シムチョンジョン）が一部取り入れられ、『美少女戦士セーラームーン』のパロディも含まれている他、キョンシーなども登場する。また、庶子である王グアンフィと、嫡子であるその弟チャンフィ、という関係は「洪吉童伝」執筆当時の王である光海君と、その異母弟である永昌大君をモデルにしている。史実の光海君も劇中の王と同じく、即位から15年で廃されて江華島へ流されているが、彼がそもそも世子に立てられた理由の大きな一つとして、豊臣秀吉による朝鮮出兵があったという事実にまでは作中では言及されていない（もっとも、戦後の復興もだいぶ進んだ頃に嫡子である永昌大君が誕生したため、晩年の宣祖は光海君を廃し、永昌大君を世子に立てることを考えていた）。
また、宮中に妓生を引き入れ遊興に耽る王という設定は、「洪吉童伝」の舞台となっている時代の王である燕山君をモデルにしている。なお、光海君時代の中国の王朝はまだ明だったが（明の滅亡は1644年）、作中では中国の呼称は清国に統一され、登場する中国人の服装も清代のものになっている。
脚本は『快傑春香』（原作、『春香伝』）を手がけたホン・ジョンウン、ホン・ミラン姉妹が担当した。

## 登場人物

### 重要登場人物
ホン・ギルドン（キルドン）（洪吉童）：カン・ジファン（姜志煥）
主人公。父であるホン・ソヒョンは両班（ヤンバン）だが、母であるチュンソクがホン家の奴婢だったため、本人の身分も奴婢としか認められない。母チュンソクの死後はホン家のばあやによって育てられ、このばあやの死後、母親の死の顛末と、自らの将来を悟ることに。その後はヘミョン和尚の弟子として麻谷寺で育つ。非常に学習意欲のある少年だったが、身分制度に阻まれて科挙を受けることはできず、成長後は娼館に入り浸り賭け事と喧嘩三昧に過ごすなど無頼な生活をするようになり、すっかり漢陽の嫌われ者に。
ホ・イノク：ソン・ユリ（成宥利）
祖父であるホ老人と共に清から漢陽に帰ってきた薬売りの少女。イ・チャンフィとはその帰りの船の中で、ホン・ギルドンとは漢陽で、運命の出会いを果たす。実際にはホ老人の孫娘ではなく、15年前にホン吏曹判書によって殺害された、当時の兵曹判書だったリュ・グンチャンとその妻の一人娘であり、瀕死のリュ夫人の傍で泣いていたところをホ老人が保護し、その身を守るため一切を秘密にして孫娘として育てていた。血筋としては非常にいいお嬢様のはずだが、ホ老人の育て方が悪かったのか、非常に大雑把で物にこだわらず、かつ大食いのおてんばな庶民むき出しの少女に育っており、武芸の腕前もなかなかのもの。とは言え、その心根は非常に素直でまっすぐであり、大体の人間に好意を持たれる性格。王妃の相、の持ち主であり、実際にイ・チャンフィとはチャンフィの母である大妃とリュ大監とが内々に決めた許婚同士である。「イノク」の名も大妃がじきじきに名づけたもの。なお、本人たちは全く覚えていなかったが、幼いチャンフィがノ尚宮に連れられてリュ邸を訪れた際、二人は出会っている。この時、チャンフィが茶を零してイノクの腕に負わせてしまった火傷の痕はまだ残っており、イノクの身元が確認される手がかりとなった。
イ・チャンフィ：チャン・グンソク（張根碩）
15年前、幽閉されていた大妃殿で大妃と共に焼死したとされていた、先王の嫡子であり、イ・グアンフィの異母弟。炎上する大妃殿からノ尚宮によって救い出され、長年清に逃されていた。現王打倒の準備が整ったことから帰国する船上で、イノクと出会うことに。ノ尚宮の立ち上げたヨンムン商会に、明朝王族の血を引く清の商人の若君、として匿われながら、後にはギルドンと手を組み、王位奪還を目指す。かつて幼いイノクの腕に火傷を負わせてしまった際、責任を取って妻にする、とリュ大監に告げたことがある。
実は四寅剣はリュ大監らによって作られた偽物であり、本物には文字など書かれていない、即ちチャンフィではなくグアンフィが本来の後継者であった。
事の真相をグアンフィに聞かされたチャンフィは、彼を辺境の村に送り込んで殺害。さらにリュ大監が四寅剣を盾に、チャンフィがなくそうとしていた官僚政治を継続させようとするなど、多くの苦悩を背負わされる事となる。
心配したイノクが妻となるなどのフォローがあったものの、ギルドンが王になる物語が街で流行すると、リュ大監の進言により活貧党の壊滅に乗り出し、イノクがギルドンの下に戻った事で完全に決別。火弓による夜襲をしかけた。
結果として活貧党もろとも、ギルドン、イノクを殺害するが、ギルドンと約束した「身分制度の排ない国」を作り上げた事が、後日談で判明する。
ソ・ウネ：キム・リナ
左義政の美貌の一人娘であり、ギルドンの兄であるホン・イニョンの許婚。だが、イニョンに対しては然したる好意も抱いておらず、この縁談にも初めから乗り気ではなかった。更にはある事件をきっかけに、彼に対する思いは軽蔑にまで変わることに。その一方でギルドンに対してはとあるきっかけで激しい恋に落ち、恐ろしいほどの執着を見せる。
もっと自由に生きたい、と妓生に憧れたり、ばあやをお供にたびたび外出するなど良家のお嬢様にしては非常に行動的。更に非常な行動力とシビアな観察眼を持ち、その読みの鋭さは彼女の女としての幸せな未来のみ願っている左義政をして「お前が男だったら」と言わしめるほど。後に巷の噂話をベースに「ホンギルドン伝」を記す。

### 活貧党（ファルビンダン）
元は単なる盗賊団だったが、チャ・チョルチュとの一件以来「貧しいものに希望を与え活かしてくれる」活貧党の名で呼ばれるように。主要メンバー4人とホン・ギルドンの5人という構成は、『科学忍者隊ガッチャマン』のパロディ。
シム・スグン：パク・サンウク
普段は旅芸人をしており、元々此方が本業。かつて足を骨折した際にその薬代として妹のスヨンが眼の前で人買いに売られてゆくのを止められなかったという悲劇に遭遇した。スヨンがそのまま売られた先で死んでしまったことをきっかけに道を踏み外したところを、盗賊団の前党首に救われる。女性相手の色仕掛けによる情報収集を得意としているようだが、台詞ばかりで実際の描写はない。マルニョにしょっちゅう言い寄るも、冷たくあしらわれている。
しかし、チャンフィの革命に参加した際、「生きて帰ったら」という条件で、マルニョとの交際を約束し、革命後に結ばれる。
チャンフィ軍との戦いの中で、話題作りもかねて結婚するも、火弓による総攻撃を受けて死亡した。
チョン・マルニョ：チャ・ヒョンジョン
普段は旅の妓生。かつて自殺しようとしたところを、やはり前党首に救われたらしい。絶世の美貌の持ち主で、色仕掛けによる情報収集の他、スリなども得意とする。スグンのアプローチを常に冷たくあしらっているが、彼の事を憎からず思っていた。
チャンフィの革命の後で彼と結ばれるも、四寅剣の一件で活貧党を壊滅させるべく送られたチャンフィ軍と戦い、火弓による総攻撃を受けて死亡した。
チャ・ヒョンジョンへのインタビューによると、「幽霊おばさん」たちのエピソードの元ネタとなった「チャンファホンリョン伝（薔花紅蓮伝）」は当初の予定ではマルニョの過去として用いられるはずだった（「死のうとしていた自分を前党首が助けた」という台詞があるため、おそらくは、姉が殺害された後に同じ池に身を投げて死ぬチャンファ＝マルニョだったと思われる）とのこと。が、製作途中で予定が変更されたのか、このエピソードが使われることはなかった。このため活貧団の四人の中では唯一マルニョの過去だけがほとんどわからないことになっている。
ヨンシ：ムン・セウン
普段は鍛冶屋。武器その他の素材に対して非常に詳しく、一舐めしただけでその素材の産出地をぴたりと言い当てることができる。鍛冶の他にも、爆弾に至るまで様々なものの作成を得意とする活貧党きっての技術系メンバー。
チャンフィ軍との最終決戦を前に、まだ若いコムと、ヘミョンを活貧党から脱出させる。しかし軍の追撃を受け、彼らの盾になる形で矢を受ける。「コムが俺の分まで笑ってくれる」と言い残し、壮絶な戦死を遂げた。
コム：メン・セチャン
普段は清料理店の出前持ちをしている十六歳の少年。国境付近の村の出身だが、十歳の時に拷問を受け、この村が村ぐるみで清との密貿易に手を染めていることを白状してしまい、このために両親を含む村人は全員官軍によって殺害され村も燃やし尽くされた。この事件をきっかけに前党首に保護されるも、トラウマは消えておらず、はしゃいで笑っている自分を意識すると、「自分には笑う資格がない」という意識から不意に塞ぎこむ、不安定な性格になっている。
その若さから、チャンフィ軍との最終決戦を前に、コムの意思とは関係なく、ヨンシに連れられて活貧党を脱出。ヘミョンと共に生き残った。
前党首：イ・ムンシク
行き場のなかったスグン達に居場所を与えた人物であり、盗賊ながらも非常に義侠心に富んだ人物だった模様。ギルドンの師であるヘミョン和尚とも親交があった。科挙を控えた漢陽で盗みの下見中にノ尚宮に声を掛けられヨンムンへの協力を要請されるも断ったため、口封じに殺害されることに。重症を負った身体で麻谷寺を目指すも途中で力尽き、瀕死の状態でギルドンによって麻谷寺へ担ぎ込まれた。今際の際に部下達への連絡と党主の証である夜明棒をギルドンに託し、ギルドンと後の活貧党が出会うきっかけを作った。その遺体はギルドンによって「泥棒の墓地」に葬られている。

### ホン・ギルドンの関係者
ホン・ソヒョン：キル・ヨンウ（吉用裕）
キルドンの父であり吏曹判書（朝鮮王朝時代の官職のひとつ）を務めている。現王イ・グアンフィによって、唯一、絶対の信頼を受けている人物であり、賄賂は一切受け取らず、金に頼ることも一切しない清廉な人物。現王イ・グアンフィが世子だったころから仕えており、前王の庶子であるグアンフィが廃されそうになったとき、前王の密命が刻まれた四寅剣を、親友であったリュ大監家から奪い隠匿することによって、グアンフィの地位を守った。その行動の背景には、ギルドンの母、チュンソクへの想いが。現在も、ほとんど狂王と化しているグアンフィに進言できる唯一の人物である。
ホン夫人（姓はキム）：イ・ドッキ
ホン・ソヒョンの正妻であり、イニョンの母。夫には似ず、金で物事を解決することを全く厭わない人物である。息子を溺愛し、息子のためなら夫を騙すことすら厭わない。その反面、イニョン以上に夫によって眼を掛けられているギルドンのことは憎悪し、その死すら願っている。ギルドンの生母チュンソクは、彼女の示唆によって殺害された。
ホン・イニョン：キム・ジェスン
ギルドンの異母兄。ギルドンに比べると何の才能もなく、科挙に際しては当初は裏口を、後には替え玉受験を試み、どちらも金銭面で不可能となった後は（多少は自分でも勉強するが）カンニングを試みようとするほど。後、武科挙には合格し、補盗庁に所属する。才能ある弟に対しては激しいコンプレックスを抱いている一方、父であるソヒョンにも不肖の息子としか見られていないことに苦しんでいる。ソ・ウネとは許婚同士であり彼女を非常に愛しているが、彼女が愛しているのもまた弟のギルドンであったことから、更なる憎悪をギルドンに対し抱くことに。しかし、ソ・ウネに対しては彼女が自分を全く愛していないどころか、更には軽蔑していることも承知の上で純愛を貫いている。
チュンソク
ホン家の奴婢であり、ホン・ソヒョンとの間にギルドンを産んでいる。ソヒョンとの関係は、少なくともソヒョンの側には、愛があった模様。妾、それも奴婢の子として生まれたギルドンの将来を憂え、赤子であるギルドンを連れて逃げようとしたところを、正妻であるホン夫人の手の者によって殺害された（奴婢の逃亡も、同じく奴婢であるギルドンを連れてゆく事も盗みに該当するため、ホン夫人による殺害は罪にならない）。その遺骸はヘミョン和尚によって「泥棒の墓地」に葬られる。彼女の死こそが、庶子であるグアンフィの即位と治世を支えることをホン・ソヒョンに決意させた。登場シーンは回想（幻想）シーン一箇所のみであり、更に後ろ姿のみである。
ピョさん：役者名不明
ホン家の使用人。自称「子供の頃はかわいかった」男。ギルドンの母チュンソクのことも知っているようだが、ひたすらにぺこぺことホン家の人々に仕えている。イニョンの科挙の裏口費用捻出のための盗みをトウクチェ一味に持ち掛ける際に繋ぎを取ったり、イニョンの科挙当日に場所取りのために一緒に行ったりと、イニョンに従って外出していることが多かった。イニョンが武官となった後は、ソヒョンの指示に従い、ホ老人についての聞き込みを行なうなどしている。イノクによるソヒョン襲撃事件の際は、ちょうどソヒョンに薬を運んできていたため巻き込まれ、目に傷を負ったソヒョンを連れて逃れる際、ソヒョンを庇ってイノクに左肩を斬られた。
ヘミョン和尚：チョン・ウンピョ
麻谷寺の住職でキルドンの師匠。「泥棒の墓地」を作った人物であり、全国各地の盗賊たちとも親交がある模様。観相を得意とし、イノクの「王妃の相」、チャンフィの「王の相」の他、ホ老人が一生子供に恵まれない（＝孫が生まれるはずがない）ことまでも見抜いている。

### ホ・イノクの関係者
この項ではホ・イノクの関係者について述べる。リュ・イノクの関係者は「リュ・イノクの関係者」の項を参照のこと。
ホ老人：チョン・ギュス
ホ・イノクの育ての祖父。非常に金と食い物に汚い性格の老人だが、幼少のイノクを保護し育てる義侠心の持ち主であり、武芸の腕前も部分的にはヘミョン和尚と互角である。十五年前イノクの母の臨終を看取り、彼女を追ってきたホン・ソヒョンを目撃することに。イノクも狙われる可能性があることから、彼女には一切のいきさつを教えずに、「早世した子供が残した孫娘」として育てることに。なにやかやと言いつつもこの「孫」を非常に可愛がっている。
ホ・ギュン・セン・ジュン・シュなど無数の名を使い分け、薬を売り治療も施す他、ギルドン伝説の大半をでっち上げてもいる。その名前は「洪吉童伝」の著者であるホ・ギュンから取られたものであり、ホ・ジュンも李氏朝鮮時代の著名な医師の名にちなんでいる。

### イ・チャンフィの関係者
ノ尚宮：チェ・ラン
元は大妃に仕える尚宮であり、炎上する大妃殿からチャンフィを連れて逃れた。この際に負った火傷の痕が右こめかみ部分に残っている。幼いチャンフィを連れて漢陽を彷徨い、時には盗みまで働いてチャンフィを育てた。後にヨンムン商会を立ち上げ、チャンフィによる現王打倒の基盤を為す。チャンフィにとっては第二の母とも言うべき存在であり、本人もチャンフィを守るためには如何なる残虐な真似も辞さない。が、その時には行過ぎとなる行動がチャンフィ自身の願いと食い違いを見せることもある。なお、字幕では「ノ尚宮」となっているが、実際の台詞では大半が「ノ客主」と呼ばれている。
チス（通称、ムク犬）：インソン
チャンフィの護衛であり、清にも同行していた他、科挙の会場へ潜入する際にも従っているなど、大抵のところへ同行している。このためチャンフィに対してはそのメンタル面に対するフォローも行うようになっていた。チャンフィの即位後は官軍の一員となっている。
ヨンジン：ハ・ヨンジン
緑の衣装を着用し顎鬚を濃く生やしたヨンムン商会の兵の筆頭。盗賊団の前党首追跡や、科挙当日の王宮襲撃に際しての爆薬の運搬などの指揮を取っている他、ヨンムン商会内でノ尚宮がイノクを暗殺しようとした際に毒煙の散布をしていたのもこの人物である。後半はチャンフィに従うシーンも増えた。
ヨンホ：ソン・ヨンホ
赤い衣装を着用したヨンムン商会の兵。後半はチャンフィに従うシーンも増えた。ヨンムン商会でイノクが働いていた際、彼女に仕事の指示を出していたのは大抵この人。うっかりチャンフィに毒矢を当ててしまったのもこの人である。マチョン山ではマルニョに良く玩具にされていた。チャンフィの即位後は官軍の一員となっている。
チェ都承旨：メン・ホリム
チャンフィの王位奪還を、宮廷内から補佐している。
イ・グアンフィ：チョ・ヒボン
現王。庶子でありながら世子に立てられ、良き王となることで庶子の立場を向上させようとしていた。が、父王の死後、異母弟である嫡子チャンフィを王とせよとする四寅剣の密命が出てきたことで、その運命は一変する。チャンフィを母もろともに大妃殿に閉じ込めて火を放ち、リュ大監宅から四寅剣を盗んで隠匿することで自らの地位を守るも、庶子であることを理由に実の父親によって廃位を目論まれたという絶望は激しいコンプレックスを育み、彼を暴君と化させてゆく。
十五年後には、自らの地位を守るために殺害した人々の亡霊に怯え、宮中に連れ込んだ妓生と遊興に耽るのみで政治をおろそかにする狂王と化し、汚職両班たちの跋扈を許していた。
元は、庶子でありながら世子に立てられた聡明な人物であり、今なおその聡明さを行動のところどころに窺わせる時がある。
実は四寅剣は、当時の官僚達がその地位を保とうとするための偽物で、本物の四寅剣には文字など書かれていない、即ち彼こそが父王が次の王に選んだ人物であった。
チャンフィの革命が成功すると牢に入れられたが、これらの事実を伝え、彼の政治が崩壊するように仕向けた。
チャンフィの命令で辺境の村に放たれ、村の住民に惨殺されるという、無残な最期を遂げている。
きちんとした形で即位していれば、自分は善い王になっていたはずだと述懐している。

### ソ・ウネの関係者
ソ・ユンソプ：アン・ソクファン
左義政を務める、自称「権力の核心」。非常に金に汚い人物であり、もらっている賄賂も全国トップである。世渡り以外に才能のない、両班政治におけるマイナス面の象徴のような人物。一人娘であるソ・ウネを溺愛し、彼女に対しては非常に甘い父親であり、ギルドンに関わる彼女の行動の全てについて尻拭いを行なっている。
ホン・イニョン
婚約者。「ギルドンの関係者」の項を参照。

### 王宮内に仕える人々
コ内官：キム・ジョンソク
グアンフィの側近であり、内官ではあるが王命を受けて外出するシーンも幾度かあった。王宮へ連れてゆく妓生の選定などもこの人物が行っている。武芸の腕もある模様で、王宮襲撃のシーンで剣を抜いてグアンフィを守っている他、ホ老人に致命傷を負わせたのもこの人物である。
チャン内官：パク・ヨンジン
グアンフィの側近でコ内官の部下。宮殿内を王が移動する際には傘を指し掛ける役を担っている。実はチャンフィ派であり、宮中に潜入した際のギルドンとイノクのバックアップをした他、チャンフィによる王位奪還後のグアンフィの幽閉、護送などを担当した。
王の寵愛を受ける妓生：チョ・ソノク
召し上げられた妓生の中ではかなり長期に渡り寵愛を受けていたようだが、寵愛の返礼としてお世継ぎを産んで差し上げます、と発言したことでグアンフィの激怒を買い、直後に処刑された。グアンフィ自身が庶子であるため「身分の低い女が自分の子を産む」ことに非常に抵抗があることを、長年傍に仕えていたにもかかわらず理解していなかった模様。グアンフィに対する周囲の理解の浅さと其処から来る孤独を物語るエピソードだった。

### 漢陽の街の人々

#### 商人たち
王さん：チェ・スンギョン
清からの輸入物店の主で自称清人だが、実は全羅道の人。
ギルドンにはいつも商品をただで堂々と持ち去られ、色々と迷惑を受けているため、彼を商売のネタにすることに躊躇いはない。が、ギルドンが死んだ（と思った）ときなどは涙を見せることも。
金物屋の主：キム・ヨンソン
しょっちゅうギルドンによって商品を傷められている。「犬とギルドンは立ち入り禁止」の貼紙を店先に出しても効果はなく、更にはイノクの被害にまで遭うことに。店の向かいが高札場であることもあり、ギルドンに関する噂の類はまずこの人物からばら撒かれる。
プンサン：イ・ファシン
餅売りのおばさん。高札場での井戸端会議の常連。泣いている娘を怒る時の決め台詞は「ギルドンにお嫁にやっちゃうよ！」。
呉服屋「一品香」のキムさん：
高札場での井戸端会議の常連。ギルドンとイノクが薬を追し売りした際、真っ先に被害に遭った人物。

#### 悪党たち
トゥクチェ：イ・チョルミン
主に娼館に集い、その場の全員がグルになったイカサマ賭博で稼ぐなどしている漢陽の嫌われ者。ギルドンにイカサマをやり返され、更にその後全員で襲った際にも返り討ちに会ったことからギルドンを恨んでいた。イニョンからギルドンを嵌めるための盗みを持ちかけられ、計画通りにホン家に忍び込み金品を始めとする様々な品を盗み出すも、その中に四寅剣が含まれていたため、これを奪いに来たヨンムンの兵によって皆殺しにされた。その直後に来合わせてしまったことから、ギルドンはトゥクチェ一味を皆殺しにしたという誤解を受けることに。
トウクチェ殺しの真犯人？としてギルドンにボコボコにされる人々
ヨンガル一味（人身売買組織）、プルゴム一味（サディスティックな高利貸し）、フック一味（露天市場のみかじめ料取立て屋）など。全員、トウクチェ殺しのあった晩には後ろ暗い行為に手を染めていた模様である。なお、唯一ギルドンに倒されていない露出狂は、王とは別人。

#### 娼館「萬里香」の人々
漢陽一の娼館であるらしく両班階級の若者が頻繁に登楼する他、清からの使者の歓迎宴会が此処で催されたことも。
妓生にテクノダンスを教えてみたり、異国風の踊りを踊る旅の妓生を招いたり、イノクのコブラの舞に場所を提供したり、トトカルチョを開催したりと、目新しいイベントを次々に繰り出すことに余念がないのが勝因か。
ソラン（ウォルヒャン？）：チョ・ウンビ
童顔の妓生。ギルドンにトウクチェの事を訊かれたり、「一番賄賂を取っている重臣は誰だ？」トトカルチョの際に票を読み上げたりと割と登場の多い妓生。ギルドンに対しては主に敬語で話している。
メヒャン：ハン・シユン（旧芸名パク・ジナ）
やや気だるげな二重瞼の美貌の妓生。ソランと一緒にいることが多い。
？（ソラン？）：？
ギルドンと仲がいいもう一人の妓生。性質の悪い客について耳打ちしてくれたり、何かと親切。ソ・ウネがギルドンについて聞きに来た際は、彼女に興味を覚えた模様。
ガンセ
下働きの男。ウェイターからチラシ配り、客の車の手配までいろいろこなしている。

### その他の市井の人々
離宮の人夫たち
離宮の建造のために駆り出された民。大黒柱を失った家族の無事を案じつつ作業に勤しんでいたが、ヨンムン商団による離宮工事現場爆破事件に巻き込まれ、科挙を受けに来ていた有力者の子弟から疑いの目を逸らすための人身御供として、罪を着せられることに。苛烈な拷問の後、反逆を企てたという自白書に無理矢理拇印を押させられ、見せしめとしてまず数名が処刑された。命乞いする家族の目前での、無実を叫びながらのこの処刑は、後に残された家族達をある行動に駆り立てることになる。更に、家族達もまた逆賊の家族としてこれまで以上に苦しい日々を送ることとなった。なお、晒された首は後にギルドンによって泥棒の墓地に葬られる。
離宮の人夫の息子
離宮爆破事件の際に罪を着せられて処刑された人夫の息子。処刑台に晒されている父の首を返してくれと兵に訴える姿は、ギルドンのみならず、首を見張る兵士の同情をも誘った。祖母と共に物乞いをしていたが、活貧党の与えた金で物乞いはせずに済むようになった模様。
最終回でヘミョン和尚に弟子入りする少年：キム・スンウク
身分に関係なく誰でも学ぶことが可能になった世の中でも、経済的余裕がないと学べないことに絶望して泣いていた。チャンフィ即位後の少しずつ変わりつつある世の中の姿を伝える少年である。

### チョルチュ事件に関わる人々
チェ・チョルチュ：キム・ハクチョル
元盗賊で、現在は高利貸しになっている。鉄製の杖を持ち、この杖を武器として使うことも。この杖にちなんで「チョルチュ（鉄柱）と人から呼ばれているとの事。数ヶ月で米30俵が300俵にまで膨れ上がるほどの高利を取り、返済できない者の家庭から若い男女を連れ去ってゆく。爆薬の製造のノウハウを持っていたため、ノ尚宮が接触を図り、爆薬と引き換えに港近くの倉庫一軒と清へ向かう船を提供することとなった。連れ去った男女は、男は下働きとして、女は海外をも含めた娼館にそれぞれ売り飛ばしている。
シム・チョン（スグンの妹スヨンと二役）：チャン・アヨン
スグンの妹スヨンに瓜二つの少女。父が目の治療と引き換えに寺に寄進する米30俵をチョルチュに借りたことから、十倍に膨れ上がった借金の代わりとしてチョルチュに拉致されることに。彼女に失った妹を重ねたスグンが彼女を救おうとするも、チョルチュに倒され重傷を負い、あえなく彼女を見送ることとなった。その後、自分が清に送られることを知り脱出を試みるが失敗。が、監禁先の倉庫内で、破損した色眼鏡（ギルドンがイノクに贈ったもの）を発見し、後ろ手に縛られている縄をガラスの破片を用いて切ろうと試みる。その姿は他の少女たちを励まし、互いに協力し合って数人が縄を切ることに成功した。船へ移される際に、隙を見て数人の少女と再度脱走。他の少女は捕まるが、彼女一人は逃げ延び、ギルドン達の協力を得てチョルチュの手から逃れ、残りの少女達の救出に携わることとなる。
そもそもは孝行娘の物語である「沈清伝（シムチョン伝）」のヒロイン。父の目を治すため、寺に寄進する米と引き換えに海を鎮める人柱として身売りする、という物語である。
シム老人：イ・ウォンジョン
チョンの父親。目が不自由であり、付近の寺で治療を受けるために、利子が安い、と宣伝していたチョルチュから寄進用の米30俵を借りたことが、自分と娘を不幸のどん底に突き落とすことに。ギルドンやイノクの助けもあって娘との再会を果たし、自らの借金も帳消しにして娘を取り戻した上、目も見えるようになった。
スンニョ：キム・ヒョンジョン
チョルチュの元から逃げ出すも、転落死した少女。その遺体はギルドン達に発見され、娘達の親が娘達の救出に立ち上がるきっかけとなる。スンニョの逃亡後、チョルチュはスンニョの実家を再度訪れ十三歳の妹を拉致。家にはまだ幼い弟も一人おり、この弟が姉の葬儀の際に行き逢ったチャンフィに対し石を投げつけたことが、チャンフィの意識を大きく変えることとなった。

### 幽霊おばさんたち
漢陽に夜な夜な現われ両班を殺してゆく五人の女の幽霊。その正体はクッパ屋のおばさんたち。スンデが名物のおいしい店である。
五年前に谷城（コクソン）で新任の長官の夢枕に二人の女の幽霊が立ち、自分達はこの村の白丁に殺されたと訴えたため、その村の白丁の男達が皆殺しにされたという事件があり、彼女たちはその遺族。家族がそんなことをしたと信じられず調べるうち、当初犯人として調査線上に浮かんだのは両班の息子だったと判明したため、家族に濡れ衣を着せた者たちを殺し、敵を討っている。
演じているのは、五人のリーダー役がチャン・ジョンヒ。他のおばさんたちはユ・オクチュ、イ・ミスク、クム・ジュニ、キム・ミオク。
なお、このエピソードの元ネタは韓国の有名な怪談「チャンファホンリョン伝（薔花紅蓮伝）」（韓国映画「箪笥」の元ネタでもある）。継母の策略で殺された美貌の姉妹が幽霊となり地方官に訴えでたことで、継母と実行犯である異母弟が裁かれる、というもの。

## スタッフ
- 制作：オリーブナイン
- 脚本：ホン・ミラン、ホン・ジョンウン
- 演出：イ・ジョンソプ